# 디비코
디비코 주식회사는 1998년에 설립된 디지털 비디오 전문 기업이다. 디비코에서 생산되는 제품으로는 동영상 플레이어 티빅스, TV 수신카드 퓨전 HDTV, 외장형 하드디스크 모모베이 등이 있다.